# Richard Hoggart
Richard Hoggart (født 24. september 1918, død 10. april 2014) var en engelsk professor og litteratur- og kulturforsker, der især er kendt for at grundlægge Centret for Moderne Kulturstudier ved University of Birmingham, England, der blev den institutionelle ramme for udviklingen af de tværfaglige og humanvidenskabelige kulturstudier. Hans berømte bog The Uses of Literacy er en udforskning af den engelske arbejderklassekultur og hvordan denne ændrede sig fra 1930'erne til 1950'erne. For kulturstudier har Hoggart været vigtig, fordi hans arbejde legitimerede at arbejde arbejderklassekultur inden for engelskfaget, der ellers traditionelt set havde fokuseret på såkaldt højkultur, dvs. kanoniserede forfattere som Alfred Tennyson, William Shakespeare, Christopher Marlowe m.v. Dette ses fx hvordan The Uses of Literacy indeholdte nærlæsninger af populære ugeblade. Hoggart var i perioden 1971-1975 Assistant Director General for Culture i UNESCO.

## Bøger
- Ricard Hoggart (1957) The Uses of Literacy. Harmondsworth: Penguin.